# Раково (Мартин)
Раково (слч. Rakovo) насељено је мјесто са административним статусом сеоске општине (слч. obec) у округу Мартин, у Жилинском крају, Словачка Република.

## Становништво
| Година:    | 1994. | 2004.    | 2014.   | 2024.    |
| ---------- | ----- | -------- | ------- | -------- |
| Број људи: | 242   | 317      | 333     | 398      |
| Разлика:   |       | +30,99 % | +5,04 % | +19,51 % |

| Година:    | 2023. | 2024.   |
| ---------- | ----- | ------- |
| Број људи: | 385   | 398     |
| Разлика:   |       | +3,37 % |

Према подацима о броју становника из 2011. године насеље је имало 314 становника.